# Ostrov, Vrața
Ostrov (în bulgară Остров) este un sat în comuna Oreahovo, regiunea Vrața, Bulgaria. 
Satul a fost locuit de români.

## Demografie
Componența etnică a satului Ostrov
     Bulgari (56,41%)
     Nicio identificare (42,9%)
     Altele (0,94%)
La recensământul din 2011, populația satului Ostrov era de 1.480 locuitori. Din punct de vedere etnic, majoritatea locuitorilor (56,41%) erau bulgari. Pentru 42,9% din locuitori nu este cunoscută apartenența etnică.